# Drzewołazowate

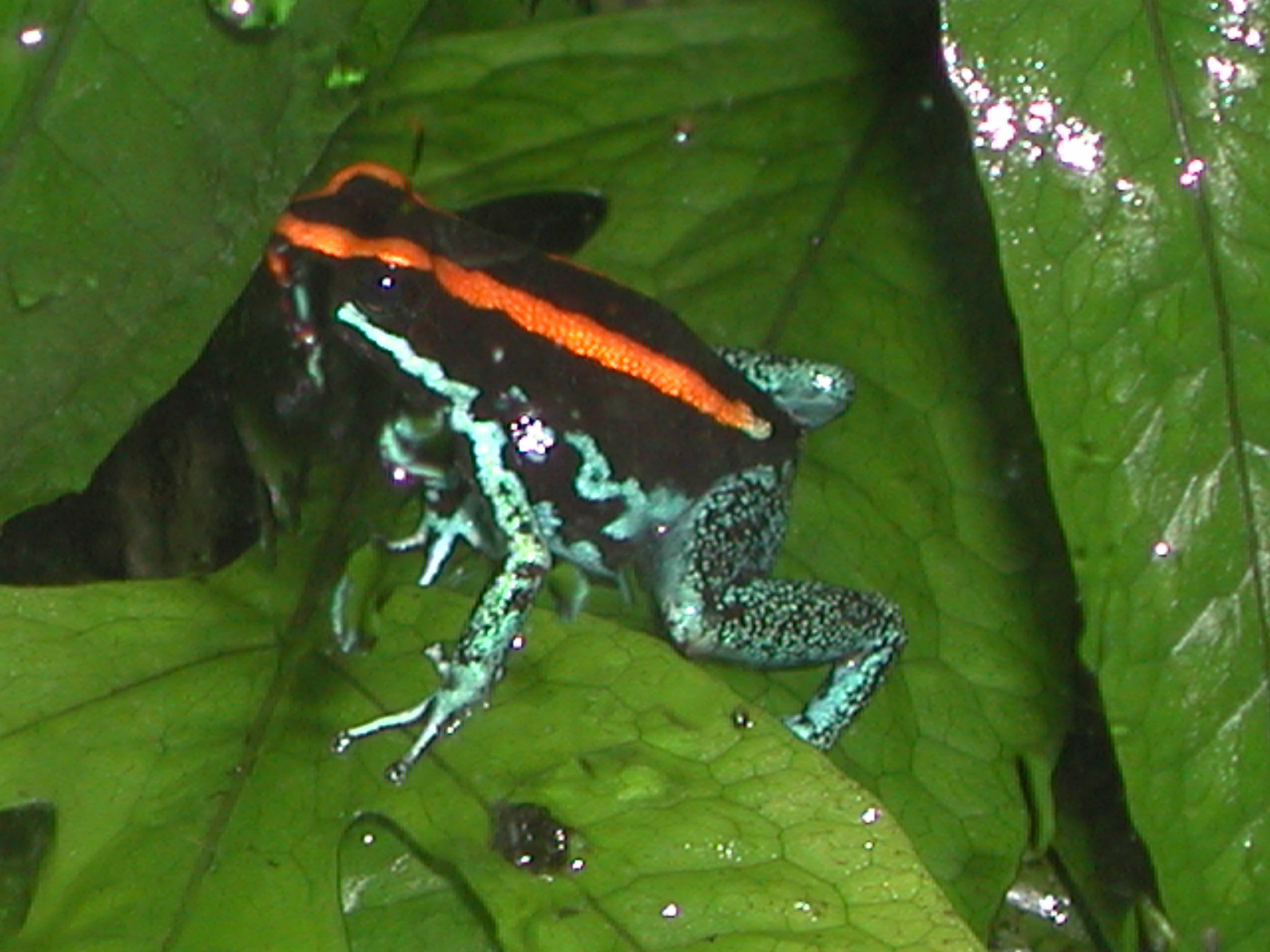
Phyllobates vittatus

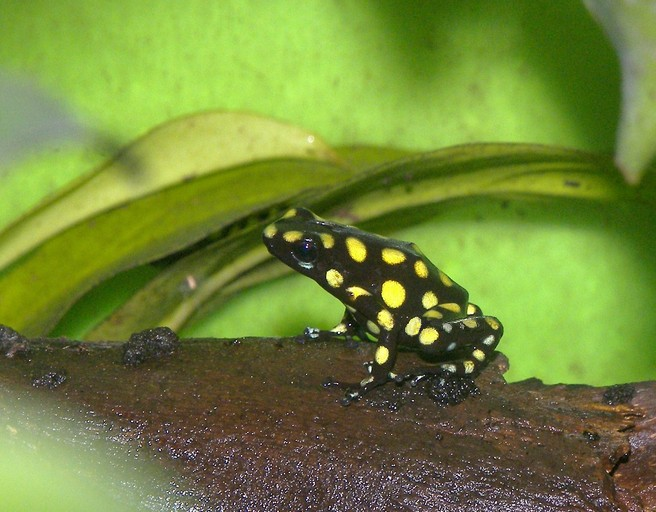
Oophaga histrionica

Drzewołazowate (Dendrobatidae) – rodzina płazów z rzędu bezogonowych zamieszkujących Amerykę Południową i Środkową. W przeciwieństwie do większości przedstawicieli Anura prowadzą dzienny tryb życia, a ich skóra przybiera jaskrawe barwy. Choć wszystkie dzikie drzewołazowate wytwarzają toksyny, poziom toksyczności różni się u poszczególnych gatunków, a nawet w przypadku poszczególnych populacji. Wiele gatunków uznaje się za krytycznie zagrożone. Znane są z tego, że wydzielane przez nie trujące związki służą Indianom do zatruwania strzałek do dmuchawek, jednakże na ponad 200 gatunków tylko w trzech udokumentowano takie wykorzystanie tych płazów – znacznie częściej używana jest w tym celu roślinna kurara (dodatkowo żaden z nich nie zalicza się do rodzaju Dendrobates, zwracającego uwagę kolorem i skomplikowanymi wzorami na skórze).

## Morfologia
Większość drzewołazowatych osiąga niewielkie rozmiary, czasem dorosłe są mniejsze niż 1,5 cm długości. Kilka gatunków osiąga 6 cm. Ważą około 2 g. Większość cechuje jaskrawe ubarwienie ostrzegawcze, odstraszające potencjalnych drapieżników. Wiąże się ono z toksycznością i poziomem alkaloidów. Te ostatnie osiągają wysokie wartości u gatunków z rodzaju Dendrobates, podczas gdy zakamuflowani przedstawiciele Colostethus są nietoksyczni. W przeciwieństwie do większości bezogonowych wiodą głównie dzienny tryb życia. Przyszłe na świat i wzrastające w niewoli, nie produkują toksyn, które zawiera skóra płazów żyjących w naturalnym środowisku.
Osobniki dorosłe składają jaja w wilgotnych miejscach: między innymi na liściach, w roślinach, pośród wystających z gleby korzeni. Gdy wyklują się kijanki, są przenoszone na grzbiecie do najbliższego zbiornika wodnego, zwykle kałuży, ale także do tych tworzonych przez rośliny m.in. z rodziny bromeliowatych. Larwy pozostają tam do czasu przeobrażenia.

## Zasięg występowania i siedlisko
Drzewołazowate to endemity wilgotnych, tropikalnych środowisk Ameryki Środkowej i Południowej. Zamieszkują wilgotne lasy deszczowe Boliwii, Kostaryki, Brazylii, Kolumbii, Ekwadoru, Wenezueli, Surinamu, Gujany Francuskiej, Peru, Panamy, Nikaragui, żyją też na Hawajach, nie stanowiąc ich natywnej fauny.
Siedlisko tych płazów obejmuje zwrotnikowe i podzwrotnikowe wilgotne nizinne lasy deszczowe, zwrotnikowe i podzwrotnikowe zarośla na dużej wysokości, zwrotnikowe i podzwrotnikowe wilgotne tereny górskie, rzeki, mokradła słodkowodne, w tym te istniejące tylko okresowo, bagna i jeziora. Niektóre gatunki zamieszkują też sezonowo wilgotne lub zalewowe tereny trawiaste, pola uprawne, pastwiska, ogrody, plantacje, wilgotne tereny sawannowe, a także silnie zdegradowane lasy. Płazy te spotykano też w lasach u podnóża gór i na terenach skalistych. Drzewołazowate mają tendencję do bytowania na poziomie lub w pobliżu gruntu, ale także na drzewach nawet do wysokości 10 m.

## Rozmnażanie
U drzewołazowatych występuje zapłodnienie zewnętrzne: samica składa klaster jaj, a następnie samiec zapładnia je, podobnie jak w przypadku większości ryb. Jednakże drzewołazy często obserwowano stykające się ze sobą w sposób właściwy dla kopulacji innych płazów bezogonowych. Zachowanie to wiąże się jednak ze współzawodnictwem o terytorium, częstym u osobników obojga płci. Samce walczą o najbardziej rzucające się w oczy grzędy, by wydawać z nich odgłosy godowe. Samice z kolei konkurują o pożądane gniazda, a nawet atakują gniazda rywalek, pożerając ich jaja. Wiele gatunków drzewołazowatych to oddani rodzice. Drzewołaz karłowaty zanosi swe nowo wyklute kijanki w korony drzew. Larwy przylegają do śluzu na plecach rodziców. Pozostawiają oni swe młode w zbiornikach wodnych tworzonych przez epifity, jak bromeliowate. Kijanki żywią się bezkręgowcami. Matka uzupełnia ich dietę, składając do wody jaja. Inne drzewołazowate składają jaja na poziomie dna lasu, ukryte wśród ściółki.

## Klasyfikacja
Drzewołazowate podlegają badaniom filogenetycznym na dużą skalę. Ich systematyka często ulega zmianom. Rewizje taksonomiczne rodziny Dendrobatidae miały miejsce w 2006 i 2017 roku. Rodzina zawiera 16 rodzajów obejmujących ponad 200 gatunków.
Amphibian Species of the World 6.2, an Online Reference wyróżnia następujące podrodziny:
- Colostethinae Cope, 1867
- Dendrobatinae Cope, 1865
- Hyloxalinae Grant, Frost, Caldwell, Gagliardo, Haddad, Kok, Means, Noonan, Schargel & Wheeler, 2006

oraz gatunek o niepewnej przynależności taksonomicznej i niesklasyfikowany w żadnej z podrodzin:
- „Colostethus” poecilonotus Rivero, 1991

### Ubarwienie
Niektóre gatunki drzewołazowatych wykształciły wewnątrzgatunkowy polimorfizm ubarwienia, który pojawił się 6 tys. lat temu. Wobec tego taki gatunek, jak drzewołaz malarski, może wykazywać formy różniące się wzorami, które można ze sobą krzyżować (kolory dziedziczą się poligenowo, podczas gdy same wzory pozostają prawdopodobnie pod kontrolą pojedynczego locus). Zróżnicowane ubarwienie było w przeszłości przyczyną brania pojedynczego gatunku za kilka odrębnych, a wśród taksonomów cały czas panują kontrowersje.

## Toksyczność i medycyna

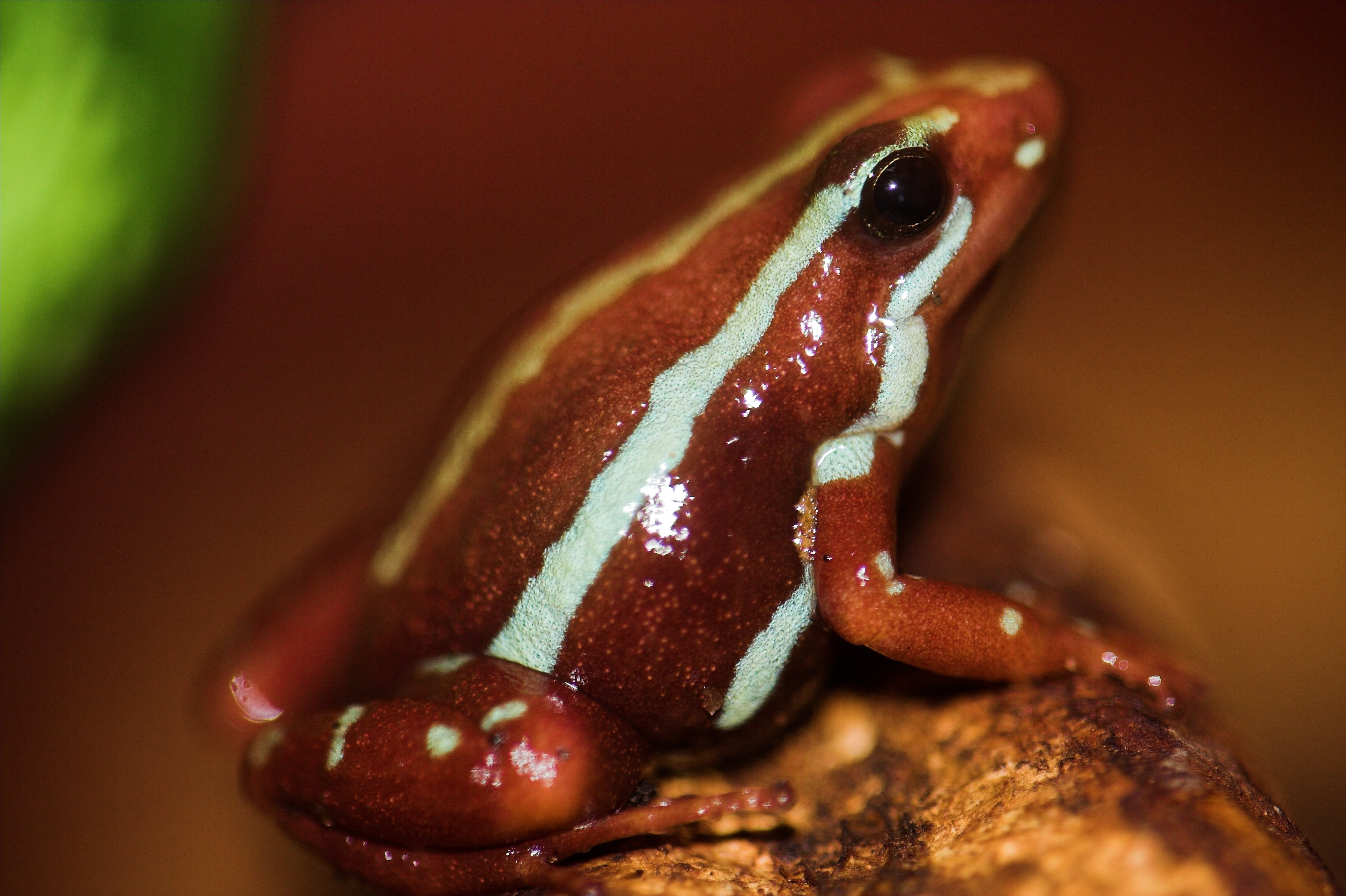
Skóra Epipedobates tricolor zawiera epibatydynę.

Wiele spośród drzewołazów wydziela przez skórę toksyczne lipofilowe alkaloidy. Związki z gruczołów skórnych tych płazów służą do obrony przed drapieżnikami. Alkaloidy te pod względem budowy chemicznej podzielono na około 28 klas. Najbardziej toksyczny z drzewołazów to liściołaz żółty Phyllobates terribilis. Podnosi się, że drzewołazowate nie syntetyzują samodzielnie tych toksyn, lecz czerpią odpowiednie związki chemiczne ze stawonogów, którymi się żywią (jak mrówkowate, stonogi czy roztocze). W związku z powyższym trzymane w niewoli osobniki nie zawierają znacznych ilości toksyn. Poza tym istnieją drapieżniki, które wykształciły oporność na te toksyny, przykład stanowi wąż Erythrolamprus epinephalus).
Substancje chemiczne wyekstrahowane ze skóry Epipedobates tricolor mogą zostać wykorzystane w medycynie. Jeden z nich, epibatydyna, ma właściwości przeciwbólowe 200 razy silniejsze od morfiny, jednakże wywiera też nieakceptowalne efekty uboczne związane z układem pokarmowym człowieka. Wydzieliny drzewołazów mogą się okazać także źródłem miorelaksantów, stymulantów serca i środków hamujących apetyt. Najbardziej trujący przedstawiciel rodziny, liściołaz żółty, posiada wystarczająco dużo toksyny dla zabicia dwudziestu ludzi lub około dziesięciu tysięcy myszy.

## W niewoli
Wszystkie Dendrobatidae pochodzą z krainy neotropikalnej. Złapane dzikie osobniki przez pewien czas mogą zachowywać toksyczność, dlatego w obejściu z nimi należy zachować odpowiednie środki ostrożności. O ile niewiele jest badań naukowych traktujących o długości życia tych płazów, dzięki oznaczaniu osobników szacuje się ją pomiędzy 1 a 3 latami na wolności.

## Ekologia
Jak wiele rodzin swej gromady, drzewołazowate także dotknął ogólnoświatowy spadek liczebności populacji płazów. Utrata siedlisk spowodowana rolnictwem i wyrębem lasów oraz wprowadzenie nowych drapieżników do ekosystemu należą do częstszych jej przyczyn, najbardziej jednak w ostatnich 25 latach dotknęła je chytridiomikoza skóry. Ogrody zoologiczne podjęły starania w celu przeciwdziałania tej chorobie poprzez kurację złapanych bezogonowych lekami przeciwgrzybiczymi używanymi w terapii grzybicy stóp u człowieka.